# Tours préliminaires de la coupe de Belgique de football 2012-2013
Cette page présente le déroulement et les résultats des cinq premiers tours préliminaires de la Coupe de Belgique 2012-2013. Ces tours furent joués du 29 juillet au 26 août 2011 soit un total de 261 rencontres.
Pour les résultats de l'épreuve à partir des seizièmes de finale: voir Coupe de Belgique de football 2012-2013.

## Fonctionnement - Règlement
La Coupe de Belgique est jouée par matches à élimination directe. Les équipes de Division 1 (Jupiler Pro League) ne commencent l'épreuve qu'à partir des seizièmes de finale.
Pour l'édition 2012-2013, cinq tours préliminaires concernent 276 clubs issus de tous les niveaux inférieurs à la Jupiler Pro League.
Ces 276 équipes proviennent des divisions suivantes :
- 159 clubs provinciaux
- 63 clubs de Promotion
- 36 clubs de Division 3
- 18 clubs de Division 2

Les 16 équipes qualifiées à l'issue du 5e tour affrontent un des 16 clubs de D1 lors des 1/16 de finale.

### Participation par provinces
Le tableau ci-dessous décrit la répartition des 159 clubs issus des séries provinciales qui prennent part à cette édition de la Coupe de Belgique.
| Provinces                       | Total | P1 | P2 | P3 | P4 |
| ------------------------------- | ----- | -- | -- | -- | -- |
| Province d'Anvers               | 19    | 8  | 7  | 3  | 1  |
| Province de Brabant             | 20    | 7  | 3  | 10 | 0  |
| Province de Flandre-Occidentale | 18    | 13 | 1  | 4  | 0  |
| Province de Flandre-Orientale   | 19    | 14 | 3  | 1  | 1  |
| Province de Hainaut             | 16    | 6  | 5  | 5  | 0  |
| Province de Liège               | 17    | 6  | 7  | 4  | 0  |
| Province de Limbourg            | 15    | 11 | 3  | 2  | 0  |
| Province de Luxembourg          | 17    | 11 | 6  | 0  | 0  |
| Province de Namur               | 17    | 11 | 4  | 2  | 0  |
| TOTAUX                          | 159   | 88 | 38 | 31 | 2  |

### Groupes géographiques
Lors des deux premiers tours, les équipes sont placées en groupes selon des critères géographiques (provinces et/ou provinces proches). À partir du 3e tour, il n'y a plus de critères géographiques.

### Inversion du tirage au sort
Le règlement autorise deux clubs à inverser, de commun accord, l'ordre du tirage initial. Au fil des tours, cette pratique est fréquente. Il est bon de savoir qu'en Coupe de Belgique, les recettes aux guichets sont partagées équitablement entre les deux clubs. Un club d'une série inférieure trouve souvent son compte en acceptant de se déplacer chez un adversaire jouant plus haut dans la hiérarchie. La Fédération peut aussi rendre obligatoire cette inversion (ou exiger la tenue du match dans un autre stade) si les conditions de sécurité ne sont pas remplies par l'enceinte devant initialement accueillir la partie.

### Prolongation (Prol) - Tirs au But (T a B)
Lors des TROIS premiers tours, il n'est pas joué de prolongation. En cas d'égalité à la fin du temps réglementaire, il est procédé immédiatement à une séance de tirs au but pour désigner le club qualifié. Cette disposition réglementaire est induite par le fait que ces tours initiaux se jouent en reprise de saison et que les clubs ne disposent ni de l'entièreté de leur noyau (vacances), ni de la préparation suffisante pour "tenir" efficacement durant 120 minutes.

### Légende pour les clubs provinciaux
- (Anv-) = Province d'Anvers
- (Bbt-) = Province du Brabant (resté unitaire pour le football)
- (OVl-) = Province de Flandre orientale
- (WVl-) = Province de Flandre occidentale
- (Hai-) = Province de Hainaut
- (Lim-) = Province du Limbourg
- (Liè-) = Province de Liège
- (Lux-) = Province du Luxembourg
- (Nam-) = Province de Namur

Le chiffre renseigne la division concernée (1, 2, 3 ou 4).
Pour les résultats de l'épreuve à partir des seizièmes de finale: voir Coupe de Belgique de football 2012-2013.

### Légende pour les clubs nationaux
- (P) = Promotion
- (III) = Division 3
- (II) = Division 2

## 1ertour
Pour les résultats de l'épreuve à partir des seizièmes de finale: voir Coupe de Belgique de football 2012-2013.
Ce premier tour est programmé le dimanche 29 juillet 2012 à 16h00. Toutefois, à la suite d'accords entre les clubs concernés, certaines parties se jouent le samedi 28. L'inversion du tirage au sort est possible en cas d'accords entre les deux équipes.
Lors de cette manche inaugurale, 110 rencontres sont disputées par 220 équipes, alors que deux formations sont exemptées (« Bye »).

### Groupe 1
- 28 clubs - 14 matches qui concernent les équipes de Flandre occidentale (18) et du Hainaut (2) et 8 équipes évoluant en Promotion (P)

| N° match | Équipe 1                            | Équipe 2                          | Score 90 min | T au B |
| -------- | ----------------------------------- | --------------------------------- | ------------ | ------ |
| 1        | K. Blue Star Poperinge (P)          | K. Sassport Boezinge (WVl-1)      | 1-0          |        |
| 2        | SK Westrozebeke (WVl-3)             | K. VK Ieper (P)                   | 0-4          |        |
| 3        | DAVO Westende (WVl-3)               | K. SC Blankenberge (WVl-1)        | 1-1          | 3-4    |
| 4        | VC K. Zwevegem Sport (WVl-1)        | K. SV De Ruiter Roeselare (WVl-1) | 1-3          |        |
| 5        | K. SC Wielsbeke (WVl-1)             | K. VC Wingene (WVl-1)             | 2-1          |        |
| 6        | K. De Noordstar Heule (WVl-3)       | K. SV Rumbeke (WVl-1)             | 4-0          |        |
| 7        | Sporting West Harelbeke (P)         | Olympic de Warcoing (Hai-1)       | 3-6          |        |
| 8        | Sterk Vlug Dapper Kortemark (WVl-3) | K.Sint-Eloois-Winkel Sport> (P)   | 1-3          |        |
| 9        | R. Knokke FC (WVl-1)                | SK Eernegem (P)                   | 4-5          |        |
| 10       | OMS Ingelmunster (P)                | Sijseelse VV Damme (WVl-1)        | 1-2          |        |
| 11       | K. SK Oostnieuwkerke (WVl-1)        | R. SC Templeuvois (P)             | 0-1          |        |
| 12       | K. FC Lendelede Sport (WVl-2)       | K. SC Menen (P)                   | 0-0          | 6-7    |
| 13       | R. US Herseautoise (Hai-3)          | K. SV Diksmuide (WVl-1)           | 3-2          |        |
| 14       | Club Roeselare (WVl-1)              | K. FC Langemark (WVl-1)           | 2-2          | 4-5    |

### Groupe 2
- 32 clubs - 16 matches qui concernent les équipes de Flandre orientale (17) et du Hainaut (4) et 11 équipes évoluant en Promotion (P)

| N° match | Équipe 1                          | Équipe 2                                     | Score 90 min | T au B |
| -------- | --------------------------------- | -------------------------------------------- | ------------ | ------ |
| 15       | K. SV Geraardsbergen (OVl-1)      | R. RC Gent-Zeehaven (P)                      | 0-2          |        |
| 16       | SK Berlare (P)                    | Athletic Club Anvaing (Hai-2)                | 2-1          |        |
| 17       | R. US Beloeil (Hai-1)             | K. SK Maldegem (P)                           | 2-2          | 3-4    |
| 18       | K. FC Vrasene (OVl-2)             | R. Union St-Ghislain-Tertre-Hautrage (Hai-1) | 1-1          | 3-4    |
| 19       | SV Ressegem (OVl-3)               | R. RC Wetteren-Kwatrecht (OVl-1)             | 0-7          |        |
| 20       | Jeunesse US Maubray (Hai-3)       | VC Eendracht Houtem (OVl-2)                  | 1-2          |        |
| 21       | K. SK De Jeugd Lovendegem (OVl-1) | Verbroedering Meldert (P)                    | 1-2          |        |
| 22       | SK Terjoden-Welle (P)             | Rapide Club Lebbeke (OVl-1)                  | 1-1          | 4-5    |
| 23       | K. Eendracht Opstal (OVl-1)       | K. Eendracht Appelterre-Eichem (P)           | 1-1          | 3-4    |
| 24       | KV Eendracht Aalter (OVl-2)       | K. Fusie Club Merelbeke (OVl-1)              | 0-6          |        |
| 25       | K. FC Sparta Petegem (P)          | K. FC Sporting St-Gillis Waas (OVl-1)        | 3-0          |        |
| 26       | SV Voorde (OVl-1)                 | K. FC Eendracht Zele (P)                     | 3-3          | 4-2    |
| 27       | K. VC Jong Lede (P)               | Ertvelde United (OVl-4)                      | 4-1          |        |
| 28       | R. FC Tournai (P)                 | K. VV Klauwaerts Kemzeke (OVl-1)             | 3-0          |        |
| 29       | K. SK Lebbeke (OVl-1)             | K. Racing Club Bambrugge (OVl-1)             | 2-2          | 4-2    |
| 30       | K. VV Zelzate (OVl-1)             | R. ES Acrenoise (P)                          | 1-4          |        |

### Groupe 3
- 28 clubs - 14 matches qui concernent les équipes d'Anvers (18) et du Flandre orientale (2) et 8 équipes évoluant en Promotion (P)

| N° match | Équipe 1                                 | Équipe 2                               | Score 90 min | T au B |
| -------- | ---------------------------------------- | -------------------------------------- | ------------ | ------ |
| 31       | K. Eendracht FC Zoersel (Anv-2)          | K. FC Poppel (Anv-2)                   | 1-1          | 5-3    |
| 32       | K. Retie SK (Anv-2)                      | K. FC Katelijne-Waver (Anv-1)          | 2-1          |        |
| 33       | K. FC Olympia Wilrijk (Anv-1)            | K. FC Duffel (P)                       | 0-1          |        |
| 34       | VC Herentals (Anv-1)                     | K. VV Vosselaar (P)                    | 1-0          |        |
| 35       | SV Grasheide (Anv-3)                     | FC Turnhout (Anv-3)                    | 0-2          |        |
| 36       | K. FC De Kempen Tielen-Lichtaart (Anv-1) | K. FC Putte (Anv-3)                    | 3-0          |        |
| 37       | K. FC Oosterzonen Oosterwijk (P)         | K. FC Zwarte Leeuw (Anv-1)             | 1-2          |        |
| 38       | K. Sint-Job FC (Anv-1)                   | FC Mariekerke (Anv-1)                  | 1-0          |        |
| 39       | K. Nieuwmoer FC (Anv-2)                  | K. Merksem-Antwerpen Noord SC (P)      | 0-2          |        |
| 40       | K. Witgoor Sport Dessel (P)              | K. VV OG Vorselaar (Anv-2)             | 3-0          |        |
| 41       | FC Turkuaz Antwerpen (Anv-4)             | K. SK Wavria (Anv-2)                   | 1-4          |        |
| 42       | K. Lyra TSV (P)                          | K. VK Svelta Melsele (OVl-1)           | 4-1          |        |
| 43       | K. Ternesse VV Wommelgem (P)             | K. FC Jong Vlaanderen Kruibeke (OVl-1) | 4-1          |        |
| 44       | K. VC Houtvenne (Anv-1)                  | K. FC St-Lenaarts (P)                  | 2-2          | 1-3    |

### Groupe 4
- 27 clubs - 13 matches qui concernent les équipes de Brabant (18) et 9 équipes évoluant en Promotion (P). Une équipe provinciale brabançonne est exemptée (« Bye ») de ce premier tour.

Le K. Olympia VC Sterrebeek (matricule 1002) montant en « Promotion » ne s'est pas inscrit en Coupe de Belgique. Cela en raison d'un problème de terrain. Le club promu effectue des aménagements en vue de ses grands débuts en séries nationales. Le week-end réservé au 1er tour de la Coupe, le club participe à un tournoi à Diegem, club de D3.
| N° match | Équipe 1                            | Équipe 2                                | Score 90 min | T au B |
| -------- | ----------------------------------- | --------------------------------------- | ------------ | ------ |
| 45       | SC Beauvechain (Bbt-3)              | K. FC Wambeek (BBt-3)                   | 4-3          |        |
| 46       | R. RC Etterbeek(Bbt-1)              | Sporting Eizeringen (Bbt-2)             | 0-2          |        |
| 47       | K. Stade Bierbeek (Bbt-1)           | FC Pepingen (Bbt-1)                     | 2-3          |        |
| 48       | Racing Butsel (Bbt-2)               | FC Eendracht Kapelle op den Bos (Bbt-3) | 7-1          |        |
| 49       | Tempo Overijse MT (P)               | St-Martinus Sport Lubbeek (Bbt-1)       | 6-0          |        |
| 50       | K. FC Herent (Bbt-3)                | Dilbeek Sport (P)                       | 3-2          |        |
| 51       | VC Bekkevoort (Bbt-3)               |                                         | Bye          |        |
| 52       | VK Holsbeek (Bbt-3)                 | R. Léopold Uccle FC (P)                 | 0-5          |        |
| 53       | SK Leeuw (Bbt-3)                    | FC Ganshoren (P)                        | 1-1          | 7-8    |
| 54       | R. Crossing Schaerbeek-Evere(Bbt-1) | K. Londerzeel SK (P)                    | 0-0          | 4-3    |
| 55       | RC de Schaerbeek (Bbt-1)            | K. SKL Ternat (P)                       | 1-3          |        |
| 56       | K. Olympia SC Wijgmaal (P)          | FC Suryoyés Bruxellois (Bbt-3)          | 2-2          | 2-4    |
| 57       | K. SK Halle (P)                     | FC Moorsel (Bbt-3)                      | 8-2          |        |
| 58       | VK Liedekerke (Bbt-2)               | K. Kampenhout SK (P)                    | 1-0          |        |

### Groupe 5
- 28 clubs - 14 matches qui concernent les équipes de Limbourg (16), d'Anvers (1) et du Brabant (2) et 9 équipes évoluant en Promotion (P)

| N° match | Équipe 1                         | Équipe 2                        | Score 90 min | T au B |
| -------- | -------------------------------- | ------------------------------- | ------------ | ------ |
| 59       | K. Everbeur Sport Averbode (P)   | Herk Sport Hasselt (Lim-2)      | 3-1          |        |
| 60       | K. VK Wellen (Lim-1)             | K. VV Weerstand Koersel (Lim-1) | 1-1          | 4-5    |
| 61       | K. FC Landen(Bbt-1)              | K. Esperanza Neerpelt (P)       | 1-2          |        |
| 62       | K. Zonhoven VV (Lim-1)           | K. Vlijtingen VV (Lim-1)        | 2-2          | 3-5    |
| 63       | K. Herk-de-Stad FC (Lim-1)       | Spouwen-Mopertingen (P)         | 0-4          |        |
| 64       | K. VK Beringen (Lim-1)           | K. Standard Elen (Lim-2)        | 5-0          |        |
| 65       | K. Excelsior SK Leopoldsburg (P) | SK Moelingen (Lim-1)            | 2-2          | 5-4    |
| 66       | K. Overpeltse VV (P)             | Sporting Landen (Bbt-3)         | 2-2          | 4-2    |
| 67       | FC Torpedo Hasselt (Lim-1)       | K. FC Ham United (Lim-3)        | 2-1          |        |
| 68       | FC Melosport Zonhoven (Lim-2)    | Excelsior Veldwezelt (P)        | 2-2          | 4-5    |
| 69       | K. Lutlommel VV (P)              | K. Verbroedering Balen (Anv-2)  | 2-1          |        |
| 70       | K. Sportclub Tongeren (Lim-1)    | endracht Termien (Lim-1)        | 3-0          |        |
| 71       | K. Sporting Hasselt (P)          | Kadijk SK Overpelt (Lim-3)      | 5-0          |        |
| 72       | K. SK Bree (P)                   | RC Hades (Lim-1)                | 3-2          |        |

### Groupe 6
- 31 clubs - 15 matches qui concernent les équipes de Namur (13) et du Hainaut (10) et 7 équipes évoluant en Promotion (P). Un club de provinciale namuroise est exemptée de ce tour.

| N° match | Équipe 1                              | Équipe 2                                | Score 90 min | T au B |
| -------- | ------------------------------------- | --------------------------------------- | ------------ | ------ |
| 73       | R. Olympic CCM (P)                    | R. FC Bioul 81 (Nam-1)                  | 3-1          |        |
| 74       | R. Arquet FC (Nam-1)                  | FC Charleroi (P)                        | 1-6          |        |
| 75       | R. Léopold Club Mesvinois (Hai-3)     | Espoir Club Erpion (Hai-3)              | 2-2          | 5-4    |
| 76       | FC Ligny (Nam-2)                      | SC Montignies (Hai-2)                   | 3-3          | 3-5    |
| 77       | R. US Genly-Quevy 89 (P)              | Royal Baileux Sport (Hai-2)             | 6-0          |        |
| 78       | FC Malonne 2000 (Nam-2)               | Sporting Espoir Jemeppe (Nam-1)         | 0-4          |        |
| 79       | R. FC Spy (Nam-1)                     | FC Somzée (Nam-2)                       | 2-0          |        |
| 80       | R. Jeunesse Entente Binchoise (Hai-1) | CS Entité Manageoise (Hai-1)            | 2-2          | 4-5    |
| 81       | US Solrézienne (Hai-1)                | R. Wallonia Walhain CG (P)              | 1-3          |        |
| 82       | CS Onhaye (Nam-1)                     | Trazegnies Sports (Hai-3)               | 2-0          |        |
| 83       | R. FC Farciennes (Hai-2)              | R. Sporting Bosquetia Frameries (Hai-2) | 2-6          |        |
| 84       | R. CS Bossièrois (Nam-3)              | Union Royale Namur (P)                  | 0-9          |        |
| 85       | Pont-à-Celles-Buzet (Hai-2)           | R. FC Meux (P)                          | 1-2          |        |
| 86       | R. ES Couvin-Mariembourg (Nam-1)      | R. Jeunesse Aischoise (Nam-1)           | 4-1          |        |
| 87       | FC Malonne 2000 B (Nam-3)             | R. JS Taminoise (P)                     | 1-3          |        |
| 88       | R. Union Sportive Loyers (Nam-1)      |                                         | Bye          |        |

### Groupe 7
- 24 clubs - 12 matches qui concernent les équipes de Liège (17) et 7 équipes évoluant en Promotion (P)

| N° match | Équipe 1                            | Équipe 2                                   | Score 90 min | T au B |
| -------- | ----------------------------------- | ------------------------------------------ | ------------ | ------ |
| 89       | AC Milanello Herstal (Lié-3)        | R. CS Verlaine (Liè-2)                     | 0-2          |        |
| 90       | R. FC Warnant (Liè-1)               | R. CS Xhorisien (Liè-2)                    | 4-0          |        |
| 91       | FC Soumagne (Liè-3)                 | R. FC Tilleur-Saint-Gilles (Liè-1)         | 0-4          |        |
| 92       | Cité Sport Grâce-Hollogne (P)       | Union des Clubs Espagnols de Liège (Liè-2) | 8-0          |        |
| 93       | R. FC Vyle-Tharoul (Liè-1)          | R. Sprimont Comblain Sport (P)             | 0-4          |        |
| 94       | R. FC Hannutois (Liè-2)             | R. Flémalle FC (Liè-3)                     | 2-0          |        |
| 95       | R. CS Jalhaytois (Liè-3)            | Stade Disonais (Liè-1)                     | 0-2          |        |
| 96       | R. Entente Blegnytoise (P)          | R. FC 1912 Raeren (Liè-1)                  | 0-1          |        |
| 97       | R. Skill FC d'Ivoz-Ramet (Liè-2)    | R. RC Hamoir (P)                           | 3-4          |        |
| 98       | R. Stade Waremmien FC (Liè-1)       | R. FC Turkania Faymonville (P)             | 1-1          | 4-5    |
| 99       | Entente Hesbignonne Braives (Liè-2) | R. Aywaille FC (P)                         | 0-4          |        |
| 100      | FC Jupille (Liè-2)                  | R. FC de Liège (P)                         | 0-4          |        |

### Groupe 8
- 24 clubs - 12 matches qui concernent les équipes de Luxembourg (17) et du Namur (3) et 4 équipes évoluant en Promotion (P)

| N° match | Équipe 1                                | Équipe 2                                      | Score 90 min | T au B |
| -------- | --------------------------------------- | --------------------------------------------- | ------------ | ------ |
| 101      | R. Jeunesse Rochefortoise (Nam-1)       | UR Saint-Louis-Saint-Léger (Lux-1)            | 0-2          |        |
| 102      | FC Vencimontois (Nam-2)                 | R. Olympic Club Rochois (Lux-1)               | 2-4          |        |
| 103      | R. RC Longlier (Lux-1)                  | R. ES Vaux (Lux-1)                            | 4-0          |        |
| 104      | Union St-André Ochamps (Lux-2)          | R. Alliance FC Oppagne-Wéris (Lux-1)          | 2-5          |        |
| 105      | Etoile Sportive Wellinoise (Lux-2)      | R. Olympic Club Meix-Dvt-Virton (Lux-1)       | 0-2          |        |
| 106      | R. US Givry (P)                         | R. CS Libramontois (Lux-1)                    | 4-1          |        |
| 107      | ES de Saint-Pierre (Lux-2)              | R. RC Mormont (P)                             | 0-3          |        |
| 108      | US Beauraing 61 (Nam-1)                 | R. US Ethe Belmont (Lux-1)                    | 4-1          |        |
| 109      | US Waha (Lux-2)                         | R. SC Habay-la-Neuve (Lux-2)                  | 0-1          |        |
| 110      | R. US Gouvy (Lux-2)                     | R. Standard FC Bièvre (P)                     | 0-5          |        |
| 111      | R. US Sartoise (Lux-1)                  | R. Racing Athletic Club Florenvillois (Lux-1) | 2-1          |        |
| 112      | R. Etoile Sportive Champlonaise (Lux-1) | FC Jeunesse Lorraine Arlonaise> (P)           | 2-2          | 3-5    |

## 2etour
Pour les résultats de l'épreuve à partir des seizièmes de finale: voir Coupe de Belgique de football 2012-2013.
Ce premier tour est programmé le dimanche 5 août 2012 à 16h00. Toutefois, à la suite d'accords entre les clubs concernés, certaines parties se jouent le samedi 4. L'inversion du tirage au sort est possible en cas d'accords entre les deux équipes.
Pour ce tour, 56 rencontres opposent 112 rescapés du tour initial. Les équipes encore en lice sont 51 clubs de Promotion (sur 63) et 61 clubs provinciaux (sur 159).
Les "provinciaux" sont répartis comme suit:
| Provinces                       | Total | P1 | P2 | P3 | P4 |
| ------------------------------- | ----- | -- | -- | -- | -- |
| Province d'Anvers               | 8     | 4  | 3  | 1  |    |
| Province de Brabant             | 9     | 2  | 3  | 4  |    |
| Province de Flandre-Occidentale | 5     | 5  |    |    |    |
| Province de Flandre-Orientale   | 6     | 5  | 1  |    |    |
| Province de Hainaut             | 8     | 3  | 2  | 3  |    |
| Province de Liège               | 6     | 4  | 2  |    |    |
| Province de Limbourg            | 5     | 5  |    |    |    |
| Province de Luxembourg          | 8     | 7  | 1  |    |    |
| Province de Namur               | 6     | 6  |    |    |    |
| TOTAUX                          | 61    | 41 | 13 | 8  |    |

### Groupe 1
- 14 clubs - 7 matches qui concernent 9 équipes provinciales de Flandre occidentale (5) et de Hainaut (3) et 6 équipes évoluant en Promotion (P)

| N° match | Équipe 1                      | Équipe 2                          | Score 90 min | T au B |
| -------- | ----------------------------- | --------------------------------- | ------------ | ------ |
| 113      | K. VK Ieper (P)               | Olympic de Warcoing (Hai-1)       | 6-2          |        |
| 114      | SK Eernegem (P)               | K.Sint-Eloois-Winkel Sport (P)    | 0-5          |        |
| 115      | K. SC Menen (P)               | K. Blue Star Poperinge (P)        | 2-3          |        |
| 116      | K. De Noordstar Heule (WVl-3) | K. SC Wielsbeke (WVl-1)           | 1-3          |        |
| 117      | K. SC Blankenberge (WVl-1)    | K. SC De Ruiter Roeselare (WVl-1) | 0-2          |        |
| 118      | R. SC Templeuvois (P)         | Sijseelse VV Damme (WVl-1)        | 2-3          |        |
| 119      | K. FC Langemark (WVl-1)       | R. US Herseautoise (Hai-3)        | 2-0          |        |

### Groupe 2
- 16 clubs - 8 matches qui concernent 8 équipes provinciales de Flandre orientale (6) et de Hainaut (1) et 9 équipes évoluant en Promotion (P)

| N° match | Équipe 1                                     | Équipe 2                           | Score 90 min | T au B |
| -------- | -------------------------------------------- | ---------------------------------- | ------------ | ------ |
| 120      | K. SK Lebbeke (OVl-1)                        | K. SK Maldegem (P)                 | 3-3          | 5-6    |
| 121      | R. ES Acrenoise (P)                          | R. RC Wetteren-Kwatrecht (OVl-1)   | 3-2          |        |
| 122      | SV Voorde (OVl-1)                            | K. Eendracht Appelterre-Eichem (P) | 1-1          | 5-4    |
| 123      | SK Berlare (P)                               | K. VC Jong Lede (P)                | 2-2          | 2-4    |
| 124      | K. RC Gent-Zeehaven (P)                      | Rapide Club Lebbeke (OVl-1)        | 1-2          |        |
| 125      | R. Union St-Ghislain-Tertre-Hautrage (Hai-1) | Verbroedering Meldert (P)          | 2-1          |        |
| 126      | VC Eendracht Houtem (OVl-2)                  | R. FC Tournai (P)                  | 0-3          |        |
| 127      | K. FC Sparta Petegem (P)                     | K. Fusie Club Merelbeke (OVl-1)    | 2-0          |        |

### Groupe 3
- 14 clubs - 7 matches qui concernent 8 équipes provinciales anversoises et 6 équipes évoluant en Promotion (P)

| N° match | Équipe 1                                 | Équipe 2                        | Score 90 min | T au B |
| -------- | ---------------------------------------- | ------------------------------- | ------------ | ------ |
| 128      | VC Herentals (Anv-1)                     | K. Witgoor Sport Dessel (P)     | 1-1          | 6-7    |
| 129      | K. FC St-Lenaarts (P)                    | K. Ternesse VV Wommelgem (P)    | 3-2          |        |
| 130      | K. FC Duffel (P)                         | FC Turnhout (Anv-3)             | 2-1          |        |
| 131      | K. Merksem Antwerpen-Noord SC (P)        | K. Sint-Job FC (Anv-1)          | 3-0          |        |
| 132      | K. FC Zwarte Leeuw (Anv-1)               | K. Lyra TSV (P)                 | 1-1          | 2-4    |
| 133      | K. FC De Kempen Tielen-Lichtaart (Anv-1) | K. Retie SK (Anv-2)             | 2-1          |        |
| 134      | K. SK Wavria (Anv-2)                     | K. Eendracht FC Zoersel (Anv-2) | 2-3          |        |

### Groupe 4
- 14 clubs - 7 matches qui concernent 9 équipes provinciales brabançonnes et 5 équipes évoluant en Promotion (P).

| N° match | Équipe 1                             | Équipe 2                       | Score 90 min | T au B |
| -------- | ------------------------------------ | ------------------------------ | ------------ | ------ |
| 135      | Racing Butsel (Bbt-2)                | SC Beauvechain (Bbt-3)         | 6-0          |        |
| 136      | Sporting Eizeringen (Bbt-2)          | VK Liedekerke (Bbt-2)          | 1-2          |        |
| 137      | R. Crossing Schaerbeek-Evere (Bbt-1) | K. SK Halle (P)                | 1-1          | 5-3    |
| 138      | R. Léopold Uccle FC (P)              | FC Pepingen (Bbt-1)            | 1-4          |        |
| 139      | K. FC Herent (Bbt-3)                 | Tempo Overijse MT (P)          | 0-8          |        |
| 140      | FC Ganshoren (P)                     | VC Bekkevoort (Bra-3)          | 2-0          |        |
| 141      | K. SKL Ternat (P)                    | FC Suryoyés Bruxellois (Bbt-3) | 0-1          |        |

### Groupe 5
- 14 clubs - 7 matches qui concernent 5 équipes provinciales limbourgeoises et 9 équipes évoluant en Promotion (P)

| N° match | Équipe 1                         | Équipe 2                        | Score 90 min | T au B |
| -------- | -------------------------------- | ------------------------------- | ------------ | ------ |
| 142      | K. VK Beringen (Lim-1)           | K. Esperanza Neerpelt (P)       | 1-1          | 4-3    |
| 143      | K. Sporting Hasselt (P)          | K. Everbeur Sport Averbode (P)  | 3-0          |        |
| 144      | K. Vlijtingen VV (Lim-1)         | FC Torpedo Hasselt (Lim-1)      | 3-1          |        |
| 145      | K. Excelsior SK Leopoldsburg (P) | K. Lutlommel VV (P)             | 4-1          |        |
| 146      | K. Overpeltse VV (P)             | K. SK Bree (P)                  | 0-3          |        |
| 147      | K. Sportclub Tongeren (Lim-1)    | Spouwen-Mopertingen (P)         | 1-4          |        |
| 148      | Excelsior Veldwezelt (P)         | K. VV Weerstand Koersel (Lim-1) | 1-0          |        |

### Groupe 6
- 16 clubs - 8 matches qui concernent 9 équipes provinciales de Hainaut (4) et de Province de Namur (5) et 7 équipes évoluant en Promotion (P).

| N° match | Équipe 1                                | Équipe 2                          | Score 90 min | T au B |
| -------- | --------------------------------------- | --------------------------------- | ------------ | ------ |
| 149      | Union Royale Namur (P)                  | R. JS Taminoise (P)               | 5-1          |        |
| 150      | R. ES Couvin-Mariembourg (Nam-1)        | CS Entité Manageoise (Hai-1)      | 4-0          |        |
| 151      | R. US Genly-Quévy 89 (P)                | R. Wallonia Walhain (P)           | 2-0          |        |
| 152      | CS Onhaye (Nam-1)                       | R. Léopold Club Mesvinois (Hai-3) | 3-0          |        |
| 153      | R. Union Sportive Loyers (Nam-1)        | R. FC Spy (Nam-1)                 | 2-2          | 0-3    |
| 154      | R. FC Meux (P)                          | R. Olympic CCM (P)                | 6-4          |        |
| 155      | SC Montignies (Hai-2)                   | Sporting Espoir Jemeppe (Nam-1)   | 0-3          |        |
| 156      | R. Sporting Bosquetia Frameries (Hai-2) | FC Charleroi (P)                  | 3-8          |        |

### Groupe 7
- 12 clubs - 6 matches qui concernent 6 équipes provinciales liégeoises et 6 équipes évoluant en Promotion (P)

| N° match | Équipe 1                       | Équipe 2                           | Score 90 min | T au B |
| -------- | ------------------------------ | ---------------------------------- | ------------ | ------ |
| 157      | R. RC Hamoir (P)               | R. FC Warnant (Lié-1)              | 3-2          |        |
| 158      | R. FC Hannutois (Lié-2)        | R. FC de Liège (P)                 | 0-4          |        |
| 159      | Cité Sport Grâce-Hollogne (P)  | R. CS Verlaine (Lié-2)             | 2-2          | 7-6    |
| 160      | R. FC 1912 Raeren (Lié-1)      | R. FC Tilleur-Saint-Gilles (Lié-1) | 0-1          |        |
| 161      | Stade Disonais (Lié-1)         | R. Aywaille FC (P)                 | 1-1          | 4-3    |
| 162      | R. Sprimont Comblain Sport (P) | R. FC Turkania Faymonville (P)     | 1-2          |        |

### Groupe 8
- 12 clubs - 6 matches qui concernent 9 équipes provinciales de Luxembourg (8) et de Province de Namur (1) et 3 équipes évoluant en Promotion (P)

| N° match | Équipe 1                                | Équipe 2                            | Score 90 min | T au B |
| -------- | --------------------------------------- | ----------------------------------- | ------------ | ------ |
| 163      | R. RC Longlier (Lux-1)                  | R. SC Habay-la-Neuve (Lux-2)        | 3-1          |        |
| 164      | R. Olympic Club Rochois (Lux-1)         | R. US Givry (P)                     | 3-0          |        |
| 165      | R. RC Mormont (P)                       | UR Saint-Louis Saint-Léger (Lux-1)  | 2-1          |        |
| 166      | R. Alliance FC Oppagne-Wéris (Lux-1)    | FC Jeunesse Lorrainne Arlonaise (P) | 1-2          |        |
| 167      | R. Standard FC Bièvre (P)               | US Beauraing 61 (Nam-1)             | 3-2          |        |
| 168      | R. Olympic Club Meix-dvt-Virton (Lux-1) | R. US Sartoise (Lux-1)              | 1-0          |        |

## 3etour
Pour les résultats de l'épreuve à partir des seizièmes de finale: voir Coupe de Belgique de football 2012-2013.
Ce troisième tour marque la fin des "groupes géographiques". L'épreuve devient "nationale". 46 rencontres regroupent les 56 qualifiés du 2e tour et les 36 clubs de Division 3, qui entrent dans la compétition. Ce stade de l’épreuve est programmé le dimanche 12 août 2012 à 16h00. Toutefois, à la suite d'accords entre les clubs concernés, certaines parties se jouent le samedi 11. L'inversion du tirage au sort est possible en cas d'accords entre les deux équipes.
Ce 3e "round" concerne donc 92 clubs: les 36 de Division 3, 31 de Promotion (sur 63) et 25 provinciaux (sur 159).
À partir de ce tour, une prolongation de 2 x 15 minutes est jouée si l'égalité subsiste à la fin du temps réglementaire. Si la décision n'est pas encore tombée à l'issue des 120 minutes, il est alors procédé à une séance de tirs au but.
Les "provinciaux" sont répartis comme suit:
| Provinces                       | Total | P1 | P2 | P3 | P4 |
| ------------------------------- | ----- | -- | -- | -- | -- |
| Province d'Anvers               | 2     | 1  | 1  |    |    |
| Province de Brabant             | 5     | 2  | 2  | 1  |    |
| Province de Flandre-Occidentale | 4     | 4  |    |    |    |
| Province de Flandre-Orientale   | 2     | 2  |    |    |    |
| Province de Hainaut             | 1     | 1  |    |    |    |
| Province de Liège               | 2     | 2  |    |    |    |
| Province de Limbourg            | 2     | 2  |    |    |    |
| Province de Luxembourg          | 3     | 3  |    |    |    |
| Province de Namur               | 4     | 4  |    |    |    |
| TOTAUX                          | 25    | 21 | 3  | 1  |    |

| N° match | Équipe 1                                     | Équipe 2                                 | Score 90 min | Score 120 min | T au B |
| -------- | -------------------------------------------- | ---------------------------------------- | ------------ | ------------- | ------ |
| 169      | K. Rupel Boom FC (III)                       | FC Ganshoren (P)                         | 4-1          |               |        |
| 170      | FC Suryoyés Bruxellois (Bbt-3)               | K. SC De Ruiter Roeselare (WVl-1)        | 2-4          |               |        |
| 171      | R. RC Hamoir (P)                             | Torhout KM 92 (III)                      | 1-4          |               |        |
| 172      | R. Crossing Schaerbeek-Evere (Bbt-1)         | FC Verbroedering Dender EH (III)         | 2-0          |               |        |
| 173      | K. FC Izegem (III)                           | K. Lyra TSV (P)                          | 3-0          |               |        |
| 174      | KV Turnhout (III)                            | Union Royale Namur (P)                   | 0-0          | 0-0           | 2-3    |
| 175      | Stade Disonais (Liè-1)                       | KV Woluwe-Zaventem (III)                 | 0-3          |               |        |
| 176      | R. Union St-Gilloise (III)                   | R. Standard FC Bièvre (P)                | 2-1          |               |        |
| 177      | K. SK Bree (P)                               | K. SC Grimbergen (III)                   | 0-0          | 0-0           | 0-2    |
| 178      | R. Olympic Club Rochois (Lux-1)              | Spouwen-Mopertingen (P)                  | 1-5          |               |        |
| 179      | K. Witgoor Sport Dessel (P)                  | K. SV Bornem (III)                       | 1-2          |               |        |
| 180      | K. Eendracht FC Zoersel (Anv-2)              | K. VK Ieper (P)                          | 0-4          |               |        |
| 181      | FC Jeunesse Lorraine Arlonaise (P)           | FC Bleid-Molenbeek (III)                 | 2-0          |               |        |
| 182      | R. US Genly-Quévy 89 (P)                     | K. FC Sparta Petegem (P)                 | 2-1          |               |        |
| 183      | K. FC Vigor Wuitens Hamme (III)              | Cité Sport Grâcre-Hollogne (P)           | 3-0          |               |        |
| 184      | K. RC Mechelen (III)                         | K. VK Beringen (P)                       | 6-1          |               |        |
| 185      | R. FC Turkania Faymonville (P)               | Sijseelse VV Damme (WVl-1)               | 3-3          | 3-3           | 7-6    |
| 186      | K. FC Langemark (WVl-1)                      | UR La Louvière-Centre (III)              | 0-4          |               |        |
| 187      | K. SK Maldegem (P)                           | K. Bocholter VV (III)                    | 0-1          |               |        |
| 188      | R. UW Ciney (III)                            | R. RC Longlier (Lux-1)                   | 4-1          |               |        |
| 189      | R. Olympic Club Meix-Dvt-Virton (Lux-1)      | KM SK Deinze (III)                       | 1-4          |               |        |
| 190      | K. Excelsior SK Leopoldsburg (P)             | K. SK Ronse (III)                        | 0-2          |               |        |
| 191      | Excelsior Veldewezelt (P)                    | Tempo Overijse MT (P)                    | 0-2          |               |        |
| 192      | R. FC Meux (P)                               | K. Sporting Hasselt (P)                  | 0-1          |               |        |
| 193      | R. ES Acrenoise (P)                          | K. FC De Kempen Tielen-Lichtaart (Anv-1) | 1-2          |               |        |
| 194      | R. FC Spy (Nam-1)                            | K. OLSA Brakel (III)                     | 1-6          |               |        |
| 195      | K. FC Sint-Lenaarts (P)                      | K. Berchem Sport 2004 (III)              | 0-0          | 0-0           | 4-3    |
| 196      | K. Diegem Sport (III)                        | K. FC Duffel (P)                         | 1-1          | 1-1           | 4-3    |
| 197      | K. Vlijtingen VV (P)                         | Hoogstraten VV (III)                     | 0-2          |               |        |
| 198      | R. Géants Athois (III)                       | CS Onhaye (Nam-1)                        | 4-0          |               |        |
| 199      | Racing Butsel (Bbt-2)                        | K. Merksem Antwerpen-Noord SC(P)         | 0-0          | 0-0           | 2-4    |
| 200      | R. ES Couvin-Mariembourg (Nam-1)             | K. SV Temse (III)                        | 0-3          |               |        |
| 201      | VK Liedekerke (Bbt-2)                        | K. VV Coxyde (III)                       | 1-5          |               |        |
| 202      | FC Verbroedering Geel-Meerhout (III)         | R. FC de Liège (P)                       | 0-2          |               |        |
| 203      | K. VK Tienen (III)                           | Sint-Eloois-Winkel Sport (P)             | 1-1          | 1-1           | 5-4    |
| 204      | K. SC Wielsbeke (WVl-1)                      | R. Excelsior Virton (III)                | 0-5          |               |        |
| 205      | K. Standaard Wetteren (III)                  | R. FC Tilleur-Saint-Gilles (Liè-1)       | 1-1          | 1-1           | 2-3    |
| 206      | R. FC Tournai (P)                            | K. RC Waregem (III)                      | 2-0          |               |        |
| 207      | R. FC Union La Calamine (III)                | Rapide Club Lebbeke (OVl-1)              | 1-0          |               |        |
| 208      | SV Voorde (OVl-1)                            | R. JS Heppignies-Lambusart-Fleurus (III) | 1-1          | 1-1           | 5-3    |
| 209      | K. Patro Eisden Maasmechelen (III)           | K. Blue Star Poperinge (P)               | 3-2          |               |        |
| 210      | K. VC Jong Lede (P)                          | R. CS Verviétois (III)                   | 1-0          |               |        |
| 211      | R. Union St-Ghislain-Tertre-Hautrage (Hai-1) | R. Entente Bertrigeoise (III)            | 0-6          |               |        |
| 212      | FC Pepingen (Bbt-1)                          | R. Cappellen FC (III)                    | 1-0          |               |        |
| 213      | R. RC Mormont (P)                            | R. FC Huy (III)                          | 0-3          |               |        |
| 214      | FC Charleroi (P)                             | Sporting Espoir Jemeppe (Nam-1)          | 5-0          |               |        |

## 4etour
Pour les résultats de l'épreuve à partir des seizièmes de finale: voir Coupe de Belgique de football 2012-2013.
Ce quatrième tour comporte 32 rencontres entre les 46 qualifiés du 3e tour et les 18 clubs de Division 2 qui entrent dans la compétition.
Ce tour est programmé le dimanche 19 août 2011 à 16 h 00. Toutefois, à la suite d'accords entre les clubs concernés, certaines parties se joueront le samedi 18. L'inversion du tirage au sort est possible en cas d'accords entre les deux équipes.
Lors de ce 4e tour, si l'égalité subsiste à la fin des 90 minutes réglementaires, une prolongation de 2 x 15 minutes est disputée. Si la décision n'est pas encore tombée à l'issue des 120 minutes, il est alors procédé à une séance de tirs au but.
Ce 4e "round" concerne donc 64 clubs: les 18 Division 2, 27 de Division 3 (sur 36), 13 de Promotion (sur 63) et 6 provinciaux (sur 159).
Les "provinciaux" sont répartis comme suit:
| Provinces                       | Total | P1 | P2 | P3 | P4 |
| ------------------------------- | ----- | -- | -- | -- | -- |
| Province d'Anvers               | 1     | 1  |    |    |    |
| Province de Brabant             | 2     | 2  |    |    |    |
| Province de Flandre-Occidentale | 1     | 1  |    |    |    |
| Province de Flandre-Orientale   | 1     | 1  |    |    |    |
| Province de Hainaut             | 0     |    |    |    |    |
| Province de Liège               | 1     | 1  |    |    |    |
| Province de Limbourg            | 0     |    |    |    |    |
| Province de Luxembourg          | 0     |    |    |    |    |
| Province de Namur               | 0     |    |    |    |    |
| TOTAUX                          | 6     | 6  |    |    |    |

| N° match | Équipe 1                           | Équipe 2                                 | Score 90 min | Score 120 min | T au B |
| -------- | ---------------------------------- | ---------------------------------------- | ------------ | ------------- | ------ |
| 215      | Spouwen-Mopertingen (P)            | K. Lommel United (II)                    | 3-1          |               |        |
| 216      | K. Rupel Boom FC (III)             | K. OLSA Brakel (III)                     | 0-1          |               |        |
| 217      | K. SK Ronse (III)                  | KV Woluwe-Zaventem (III)                 | 0-4          |               |        |
| 218      | K. SC Eendracht Aalst (II)         | R. Union St-Gilloise (III)               | 1-1          | 1-3           |        |
| 219      | K. Diegem Sport (III)              | AFC Tubize (II)                          | 0-3          |               |        |
| 220      | Torhout KM 1992 (III)              | K. VV Coxyde (III)                       | 0-1          |               |        |
| 221      | K. Patro Eisden Maasmechelen (III) | UR La Louvière Centre (III)              | 0-2          |               |        |
| 222      | R. FC Tournai (P)                  | KV Turnhout (III)                        | x-x          |               |        |
| 223      | K. RC Mechelen (III)               | K. Sport Club Grimbergen (III)           | 0-1          |               |        |
| 224      | K. SC De Ruiter Roeselare (WVl-1)  | SV Voorde (OVl-1)                        | 1-3          |               |        |
| 225      | R. Union FC La Calamine (III)      | K. Sporting Hasselt (P)                  | 2-1          |               |        |
| 226      | K. SK Heist (II)                   | K. FC De Kempen Tielen-Lichtaart (Anv-1) | 3-2          |               |        |
| 227      | R. FC de Liège (P)                 | K. SV Roeselare (II)                     | 0-0          | 2-0           |        |
| 228      | K. FC Izegem (III)                 | R. Boussu Dour Borinage (II)             | 0-2          |               |        |
| 229      | R. Géant Athois (III)              | R. White Star Woluwe FC (II)             | 0-1          |               |        |
| 230      | K. VC Westerlo (II)                | R. FC Huy(III)                           | 3-0          |               |        |
| 231      | K. Merksem Antwerpen-Noord SC (P)  | R. Entente Bertrigeoise (III)            | 2-4          |               |        |
| 232      | K. SV Bornem (III)                 | R. UW Ciney (III)                        | 1-2          |               |        |
| 233      | K. VC Jong Lede (P)                | FC Brussels (II)                         | 0-3          |               |        |
| 234      | K. FC St-Lenaarts (P)              | KM SK Dekinze (III)                      | 2-3          |               |        |
| 235      | Hoogstraten VV (III)               | R. FC Tilleur-Saint-Gilles (Liè-1)       | 4-0          |               |        |
| 236      | FC Charleroi (P)                   | R. CS Visé (II)                          | 1-4          |               |        |
| 237      | FC Pepingen (Bbt-1)                | SK St-Niklaas (II)                       | 2-2          | 3-2           |        |
| 238      | K. Bocholter VV (III)              | K. SV Temse`(III)                        | 1-0          |               |        |
| 239      | R. Excelsior Virton (III)          | R. Crossing Schaerbeek-Evere (Bbt-1)     | 3-0          |               |        |
| 240      | FC Jeunesse Lorraine Arlonaise (P) | K. AS Eupen (II)                         | 1-4          |               |        |
| 241      | K. FC Vigor Wuitens Hamme (III)    | K. St-Truidense VV (II)                  | 0-4          |               |        |
| 242      | K. FC Dessel Sport (II)            | R. FC Turkania Faymonville (P)           | 5-0          |               |        |
| 243      | K. VK Ieper (P)                    | R. Mouscron-Péruwelz (II)                | 0-5          |               |        |
| 244      | R. Antwerp FC (II)                 | K. VK Tienen (III)                       | 1-1          | 1-1           | 5-4    |
| 245      | KV Oostende (II)                   | Tempo Overijse MT (P)                    | 2-1          |               |        |
| 246      | K. SV Oudenaerde (II)              | R. US Genly-Quévy 89 (P)                 | 6-1          |               |        |

## 5etour
Pour les résultats de l'épreuve à partir des seizièmes de finale: voir Coupe de Belgique de football 2012-2013.
Ce cinquième tour comporte 16 rencontres entre les qualifiés du 4e tour. Les seize vainqueurs sont assurés d'affronter un club de Jupiler League lors des Seizièmes de finale.
Ce tour est programmé le dimanche 26 août 2011 à 16h00. Toutefois, à la suite d'accords entre les clubs concernés, certaines parties se joueront le samedi 25. L'inversion du tirage au sort est possible en cas d'accords entre les deux équipes.
Ce 5e "tour" concerne donc 32 clubs. Il reste en course 15 clubs de Division 2 (sur 18), 12 clubs de Division 3 (sur 36), 3 clubs de Promotion (sur 63) et 2 club des séries provinciales (sur 157).
Les "provinciaux" sont répartis comme suit:
| Provinces                       | Total | P1 | P2 | P3 | P4 |
| ------------------------------- | ----- | -- | -- | -- | -- |
| Province d'Anvers               | 0     |    |    |    |    |
| Province de Brabant             | 1     | 1  |    |    |    |
| Province de Flandre-Occidentale | 0     |    |    |    |    |
| Province de Flandre-Orientale   | 1     | 1  |    |    |    |
| Province de Hainaut             | 0     |    |    |    |    |
| Province de Liège               | 0     |    |    |    |    |
| Province de Limbourg            | 0     |    |    |    |    |
| Province de Luxembourg          | 0     |    |    |    |    |
| Province de Namur               | 0     |    |    |    |    |
| TOTAUX                          | 2     | 2  |    |    |    |

| N° match | Équipe 1                      | Équipe 2                      | Score 90 min | Score 120 min | T au B |
| -------- | ----------------------------- | ----------------------------- | ------------ | ------------- | ------ |
| 247      | R. UW Ciney (III)             | R. Union FC La Calamine (III) | 2-0          |               |        |
| 248      | KV Oostende (II)              | UR La Louvière Centre (III)   | 1-1          | 2-1           |        |
| 249      | K. SV Oudenaarde (II)         | R. White Star Woluwe FC (II)  | 1-1          |               |        |
| 250      | K. VC Westerlo (II)           | K. SK Heist (II)              | 2-0          |               |        |
| 251      | KV Woluwe-Zaventem (III)      | SV Voorde (OVl-1)             | 6-1          |               |        |
| 252      | R. Boussu D.B. (II)           | R. Antwerp FC (II)            | 0-0          | 1-0           |        |
| 253      | K. Bocholter VV (III)         | R. Excelsior Virton (III)     | 2-1          |               |        |
| 254      | K. VV Coxyde (III)            | K. AS Eupen (II)              | 2-1          |               |        |
| 255      | K. SC Grimbergen (III)        | K. FC Dessel Sport (II)       | 1-2          |               |        |
| 256      | FC Brussels (II)              | R. FC de Liège (P)            | 2-0          |               |        |
| 257      | KM SK Deinze (II)             | K. OLSA Brakel (III)          | 2-0          |               |        |
| 258      | R. Union St-Gilloise (III)    | AFC Tubize (II)               | 3-1          |               |        |
| 259      | Hoogstraten VV (III)          | R. FC Tournai (P)             | 3-1          |               |        |
| 260      | R. Entente Bertrigeoise (III) | FC Pepingen (Bbt-1)           | 2-1          |               |        |
| 261      | K. St-Truidense VV (II)       | R. CS Visé (II)               | 1-1          | 1-1           | 4-2    |
| 262      | R. Moucron-Péruwelz (II)      | Spouwen-Mopertingen (P)       | 3-0          |               |        |

À l'issue des cinq premiers tours, il reste en course 8 clubs de Division 2 (sur 18), 8 clubs de Division 3 (sur 36) qui vont être rejoints, pour les seizième de finale, par les 16 clubs de Jupiler League.